# ナイジェリア・エアウェイズ357便事故
ナイジェリア・エアウェイズ357便事故（英語: Nigeria Airways Flight 357）は、1995年11月13日 にナイジェリアのカドゥナ空港で発生した航空事故である。

## 事故の概要
ナイジェリア・エアウェイズ357便はヨラを出発しジョスのジョス空港とカドゥナのカドゥナ空港を経由するラゴス行きの旅客便であった。1995年11月13日、同便（機体:ボーイング737-2F9）は滑走路をオーバーランして火災が発生し、機体が破壊された。乗員14人全員は生存したが、乗客124人のうち11人が死亡した。